# Robert Freke Gould
Robert Freke Gould né le 10 novembre 1836 à Devon et mort le 26 mars 1915 à Londres est un militaire, avocat, franc-maçon et historien de la franc-maçonnerie. Il est l'auteur d'un ouvrage de référence sur le sujet, Histoire de la franc-maçonnerie en six volumes et un des fondateurs de la première loge de recherche au monde, Quatuor Coronati.

## Jeunesse et carrière
Robert Freke Gould est  le fils du révérend Robert Freke Gould, recteur de Stoke Pero dans le Somerset et frère de la comtesse de Strafford. Robert Freke Gould est né à Ilfracombe dans le Devon. Il rejoint l'armée britannique à 18 ans en 1855 comme enseigne dans le 86e  régiment de marche (Royal County Down), puis comme lieutenant dans le 31e régiment d'infanterie (Huntingdonshire),,
Il sert à Gibraltar, à Malte, au Cap de Bonne-Espérance, en Inde et en Chine. Il commande une compagnie pendant la Seconde guerre de l'opium et sert dans l'état-major du général Staveley pendant la révolte des Taiping.
En quittant l'armée, il se qualifie comme avocat en 1868, travaillant principalement sur le circuit de l'Ouest. Le 29 juillet 1869, il épousa Louisa Maria Gough, la fille de George Gough.

## Loge Quatuor Coronati
Robert Freke Gould devient franc-maçon en 1855, il est initié à Ramsgate dans la « Royal Navy Lodge », n ° 429, il est vénérable maître de la loge « Inhabitants » à Gibraltar en 1863, et membre de la loge « Meridian », n ° 743, une loge militaire attachée à son régiment. Il se consacre à la littérature maçonnique et militaire à partir de 1858 et abandonnant sa carrière de droit en 1877, il consacre sa vie à l'écriture et à la recherche. Robert Freke Gould est élu vénérable maître de la loge « Moira » en 1874 et est nommé grand diacre principal de la Grande Loge unie d'Angleterre en 1880. Il est membre du « Board of General Purposes » (1876-83) et du « Colonial Board » (1876-9).
Avec Charles Warren, William Harry Rylands, le révérend Adolphus Frederick Alexander Woodford, Walter Besant, John Paul Rylands, le major Sisson Cooper Pratt, William James Hughan et George William Speth, il fait partie des fondateurs de la loge de recherche Quatuor Coronati en 1886. Insatisfait de la façon dont l'histoire de la franc-maçonnerie est exposée dans les travaux passés, ils fondent la loge, obtenant un mandat en 1884. En raison de l'absence du premier maître Charles Warren en mission diplomatique en Afrique australe, la loge n'est officiellement inaugurée que deux ans après sa fondation. Les fondateurs insistent pour utiliser une approche basée sur des faits authentifiés pour l'étude de l'histoire maçonnique. En tant que telle, leur approche est nouvelle et inhabituelle, et s'attachent à ceux que les résultats de leurs travaux remplacent les écrits de l'histoire romantique ou imaginaire de la franc-maçonnerie. Ces travaux commencent ce que les historiens contemporains appellent « l'école authentique » de la recherche maçonnique Robert Freke Gould est le deuxième vénérable maître de la loge.

## Fin de vie
En décembre 1913, il est nommé ancien grand surveillant en l'honneur du centenaire de l'union des grandes loges d'Angleterre
Il meurt à son domicile à Kingsfield Green à Woking dans le Surrey à l'âge de 78 ans. Il est enterré dans le cimetière Brookwood à proximité.

## Ouvrages
- (en) The Four Old Lodges: Founders of Modern Freemasonry and Their Descendants, Spencer's Masonic Depot, London (1879)
- (en) The Atholl Lodge, Spencer's Masonic Depot, London (1879
- (en) The Military Lodges: The Apron and the Sword, or Freemasonry Under Arms, Gale & Polden (1899)
- (en) History of Freemasonry: Its Antiquities, Symbols, Constitutions, Customs, Etc, Jack (London), (1883-7)
- (en) Concise History of Freemasonry Gale & Polden (1903)